# Pont Marie-Thérèse

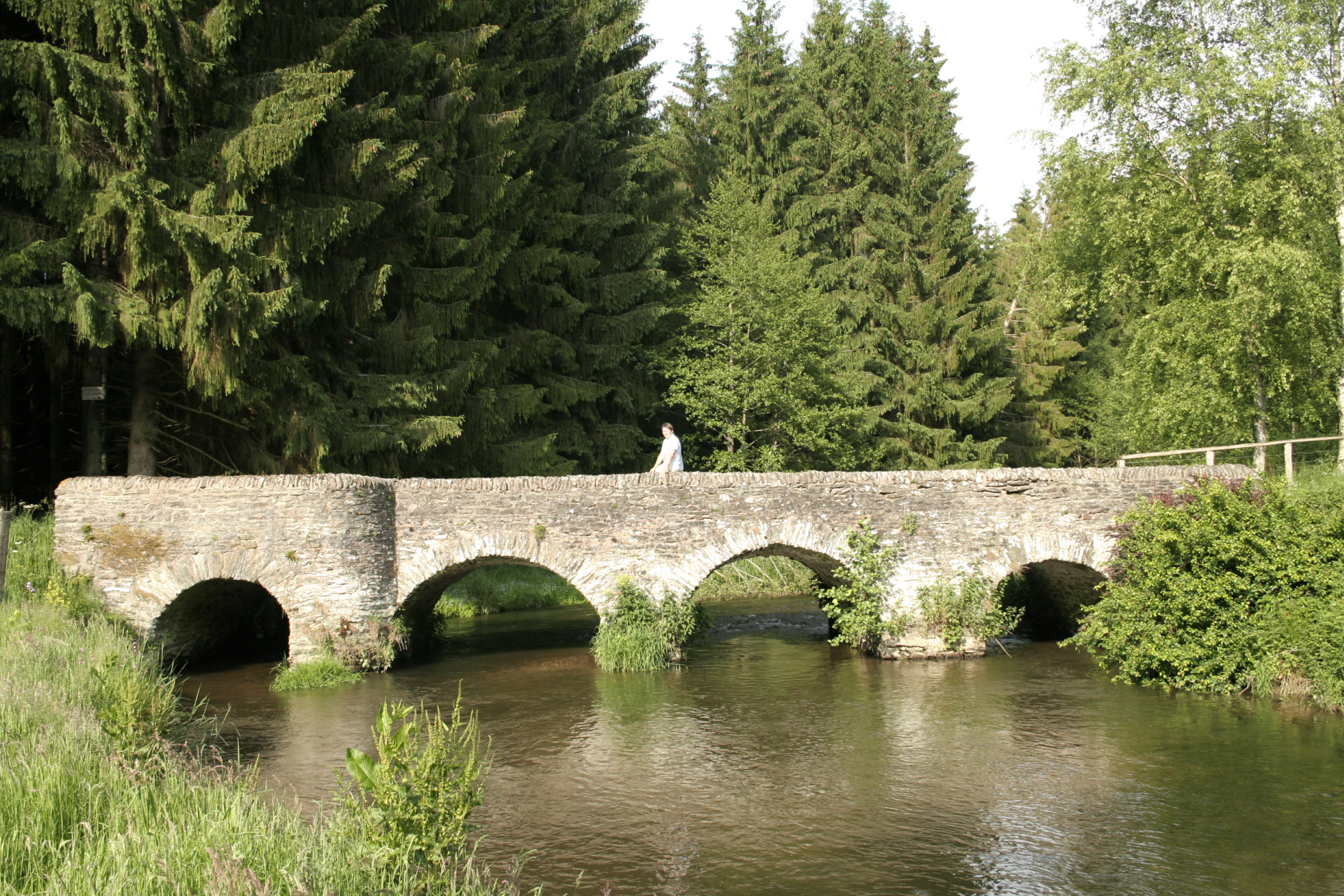
Le pont Marie-Thérèse, enjambant la Lesse à Maissin

Le pont Marie-Thérèse qui enjambe la Lesse entre Maissin et Transinne (Belgique), à quelques kilomètres au nord de Maissin, date du XVIIe siècle. D’aspect romain et comportant quatre arches de hauteur inégale, en moellons de schiste, il fut construit sous le règne de l’impératrice Marie-Thérèse d'Autriche qui, d’après une tradition locale douteuse, l’aurait fait construire à la suite d’un accident qu’elle aurait eu en franchissant la Lesse à cheval.
Le pont fut en fait construit pour faciliter la traversée de la Haute-Lesse par une route de grande communication, entre Bouillon (ancien duché) et Liège. L’ancien axe routier (route nationale 899) passe aujourd’hui à l’ouest du pont Marie-Thérèse et traverse la Lesse un peu plus au nord. Le pont, dans le prolongement de la route Marie-Thérèse (à Maissin), fait aujourd’hui partie de la voirie communale. 
Le pont Marie-Thérèse a été classé en 1989 et se trouve sur la liste du patrimoine immobilier de Wallonie.  